# Умиление (христианская добродетель)
Умиле́ние — христианская добродетель, проявляющаяся, согласно представлениям христианских авторов, так называемым радостотворным плачем и близкая к радостопечалию — состоянию, которое Святые Отцы описывали как одновременное сосуществование и неразделимое единство печали и радости.
В иной формулировке, умиление «выражается в блаженной радостной печали» (то есть, по сути, отождествляется с радостопечалием). Парадоксальное сочетание печали и радости под действием умиления вызывается осознанием того факта, что хотя никто из людей недостоин бесконечной любви Божией, но всё же человек получает её как дар и благодать. Умиление приводит душу человека в сокрушение и наполняет её любовью к Богу и ближнему.